# Еліза Гіттман
Еліза Гіттман (англ. Eliza Hittman, нар. 1979, Нью-Йорк, США) — американський кінорежисерка, сценаристка, монтажер, художник-постановник та продюсерка.

## Життєпис
Еліза Гіттман народилася 1979 року і виросла у Флетбуші, Бруклін. Її батько — антрополог, мати — соціальний працівник, яка створила та курирувала курси арт-терапії в амбулаторній психіатричній клініці. Іноді мати приносила додому малюнки тих, хто скоїв самогубство, що, як вважає Гітман, вплинуло на неї.
Підлітком Гіттман відвідувала середню школу імені Едварда Марроу в Брукліні, де вона була затятим театралом. У 2001 році майбутня режисерка закінчила Університет Індіани за освітнім ступенем бакалавра в галузі театру та драми, а пізніше продовжила вивчати мистецтво та кіно в Каліфорнійському інституті мистецтв.

## Кар'єра
У 2008 році Гіттман зняла дебютну короткометражну картину «A Lumiere», що є хвилинним фільмом, в якому хлопчик стирає малюнок у галереї. «Trickster», її наступний короткометражний фільм, знятий у 2009 році, розповідає про хлопчика, який вбиває тварину в резервації у Північній Неваді та намагається приховати факт цього злочину. Гіттман в інтерв'ю 2011 року сказала, що це один з улюблених фільмів, зроблених нею, тому що він знімався в Неваді, де Гіттман, коли була маленькою, проводила літо з батьком-антропологом.
У 2010 році Гіттман зняла десятихвилинний короткометражний фільм Second Cousins Once Removed про сімейний відпочинок. Прем'єра відбулася на міжнародному кінофестивалі в Обергаузені.
Її короткометражний фільм «Вічність почнеться сьогодні» про підлітків-емігрантів у Брукліні був вперше представлений на кінофестивалі «Санденс» у 2011 році і увійшов до списку сайту « IndieWire» «The Best of the Best».
Перший повнометражний фільм Елізи Гіттман — «Схоже на любов». Його прем'єра відбулася на кінофестивалі «Санденс» у 2013 році. Картина отримала позитивні відгуки. Так, на сайті Rotten Tomatoes у фільму 84 % позитивних відгуків на основі 25 рецензій. Тоді ж (у 2013 році) вона була названа однією з 25 нових представників незалежного кіновиробництва на думку журналу «Filmmaker».
Другий повнометражний фільм Елізи Гіттман, « Пляжні щури», був відібраний для лабораторії сценаристів «Санденс» 2015. Його світова прем'єра відбулася на Санденс у 2017 році.
У 2018 році вона зняла два епізоди серіалу « 13 причин чому» («Посмішка наприкінці причалу» та «Крейдяна машина»), а також дві серії для « Кайфу з доставкою», випущена HBO.
Її третій повнометражний фільм « Ніколи, рідко, іноді, завжди» розповідає про молоду дівчину з Пенсільванії, яка їде до Нью-Йорка, щоб зробити аборт. Прем'єра картини відбулася на кінофестивалі «Санденс» у 2020 році, де фільм отримав нагороду US Dramatic Special Jury Award: Neo-Realism. Фільм також був номінований на « Золотого ведмедя» на 70-му Берлінському міжнародному кінофестивалі та отримав премію «Срібний ведмідь», що є другою за значимістю на Берлінському міжнародному кінофестивалі.

## Фільмографія
Режисерка
- A Lumiere (2008) — короткометражний фільм.
- Trickster (2009) — короткометражний фільм.
- Second Cousins Once Removed (2010) — короткометражний фільм.
- Вічність розпочнеться сьогодні (Forever's Gonna Start Tonight) (2011) — короткометражний фільм.
- Схоже на кохання (It Felt Like Love) (2013) — повнометражний фільм.
- Кайф з доставкою (High Maintenance), 2 епізоди (2016—…) — серіал.
- Пляжні щури (Beach Rats) (2017) — повнометражний фільм.
- 13 причин чому (13 Reasons Why), 2 епізоди (2018) — серіал.
- Ніколи, рідко, іноді завжди (Never Rarely Sometimes Always) (2020) — повнометражний фільм.